# Tibouchina almedae
Tibouchina almedae är en tvåhjärtbladig växtart som beskrevs av Todzia. Tibouchina almedae ingår i släktet Tibouchina och familjen Melastomataceae. Inga underarter finns listade i Catalogue of Life.